# Žluťucha menší
Žluťucha menší (Thalictrum minus) je rostlina s nenápadným květenstvím tvořeným drobnými nevýraznými květy, je to druh rodu žluťucha z čeledě pryskyřníkovitých. Vyrůstá na velkém areálu a je druhem po vzhledové stránce dosti proměnlivým, je členěn do několika poddruhů a variet, které jsou od sebe nelehce odlišitelné.

## Výskyt
Žluťucha menší je původní v celé Evropě, vyjma Britských ostrovů a Islandu, na východě její areál sahá až k Uralu a Kavkazu a dále přes Malou Asii, Střední Asii, Sibiř, indický subkontinent, Mongolsko, Čínu, pevninský Dálný východ až do Japonska; původním druhem je také na severozápadě Afriky.
Nejčastěji vyrůstá na otevřených nebo křovinami porostlých pastvinách a loukách, sjezdovkách a lesních okrajích či mýtinách dobře osvětlených či v polostínu. Žádá půdu dostatečně vlhkou, na živiny bohatou a s vápnitým podložím.

## Popis
Vytrvalá, vzrůstem variabilní rostlina která dorůstá obvykle do výše 20 až 120 cm a někdy i do 200 cm. Lodyha je přímá, někdy zprohýbaná, oblá nebo rýhovaná, holá a jen ojediněle u spodu chlupatá, mimo květenství nerozvětvená a vyrůstá z krátkého, válcovitého, plazivého oddenku s vláknitými kořeny. Spodní a střední lodyžní listy bývají obvykle 3násobně trojitě zpeřené s rýhovanými pochvatými řapíky, lístky jsou široce klínovité a většinou mělce trojklané. Horní listy jsou jednodušeji dělené a v dolní části květenství přecházejí do listenů.
Bohatě rozkladitá, jehlanovitá a někdy do přeslenů seskupená lata, až 30 cm dlouhá, s rýhovanými dlouhými větvičkami obsahuje květy na svěšených stopkách. Nicí květy mají čtyři vejčité, opadavé, žlutavě zelené kališní lístky (korunní chybí) asi 3,5 mm dlouhé, 10 až 15 tyčinek se žlutavými prašníky čnící z květu a 3 až 5 přisedlých semeníků s krátkými čnělkami nesoucí trojúhelníkovité blizny. Vykvétají v červnu a červenci, opylovány jsou hmyzem nebo větrem.
Plody jsou úzce podlouhlé až široce vejčité, přisedlé nažky bez chmýru asi 3,5 mm dlouhé s 8 žebry a kratičkým zobáčkem. Ploidie tohoto druhu je 2n = 42.

## Taxonomie
Druh žluťucha menší je rozčleněn do několika poddruhů, jejich počty a názvy se časem vyvíjejí. Podle "Seznamu cévnatých rostlin květeny České republiky z roku 2012" se v České republice vyskytuje jediný poddruh a to nominátní
- žluťucha menší pravá (Thalictrum minus L. subsp. minus) do něhož byly sloučeny dva dříve uznávané poddruhy
- žluťucha menší nicí (Thalictrum minus L. subsp. majus (Crantz) Hook f. a
- žluťucha menší přímokvětá (Thalictrum minus L. subsp. elatum (Jacq.) Stoj. & Stef.[6]

## Ohrožení
Počty stanovišť na kterých žluťucha menší v ČR vyrůstá se stále zmenšují a proto byla
"Červeným seznamem cévnatých rostlin České republiky" z roku 2012 prohlášena za ohrožený druh (C3).

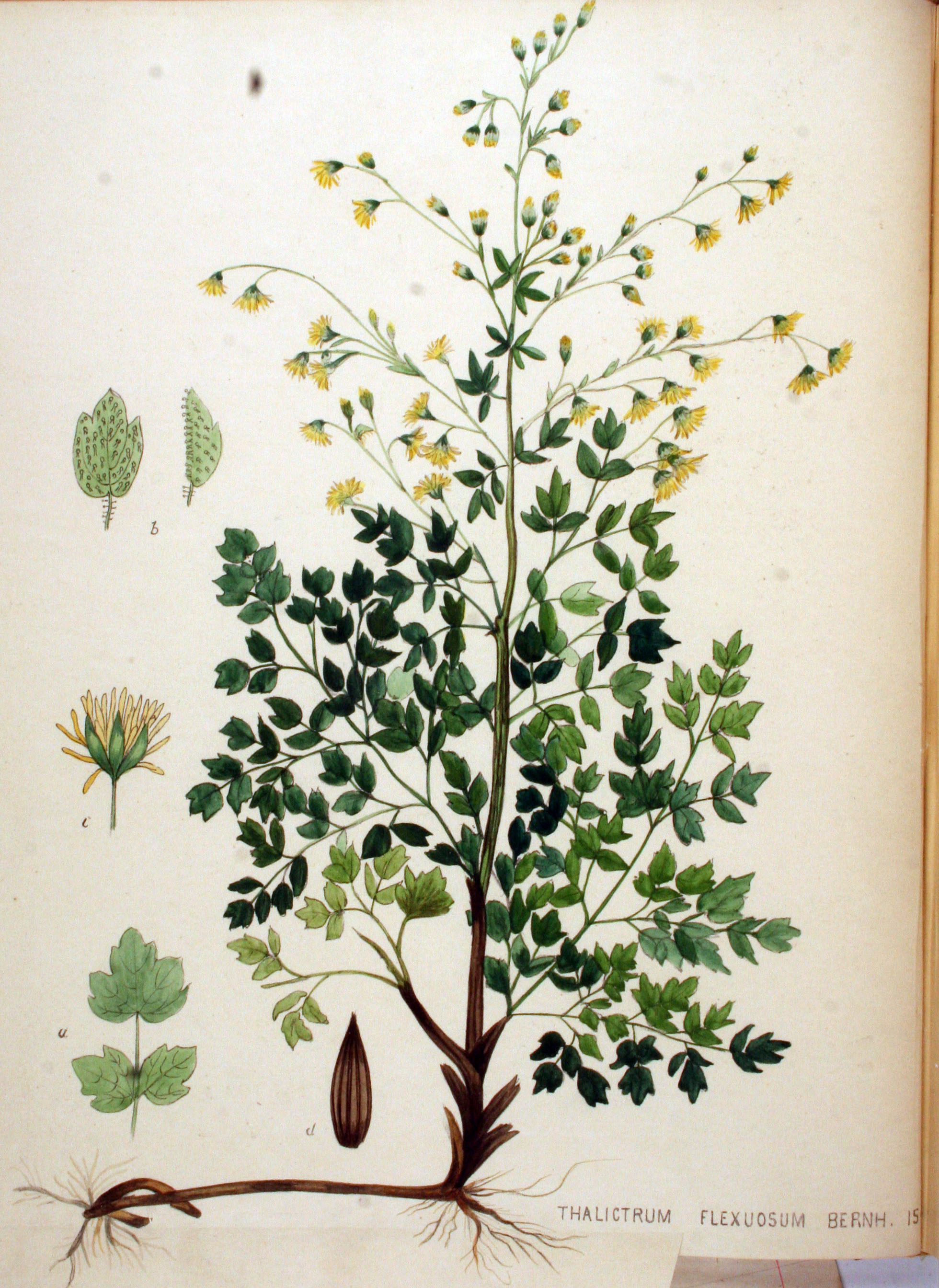
Nákres
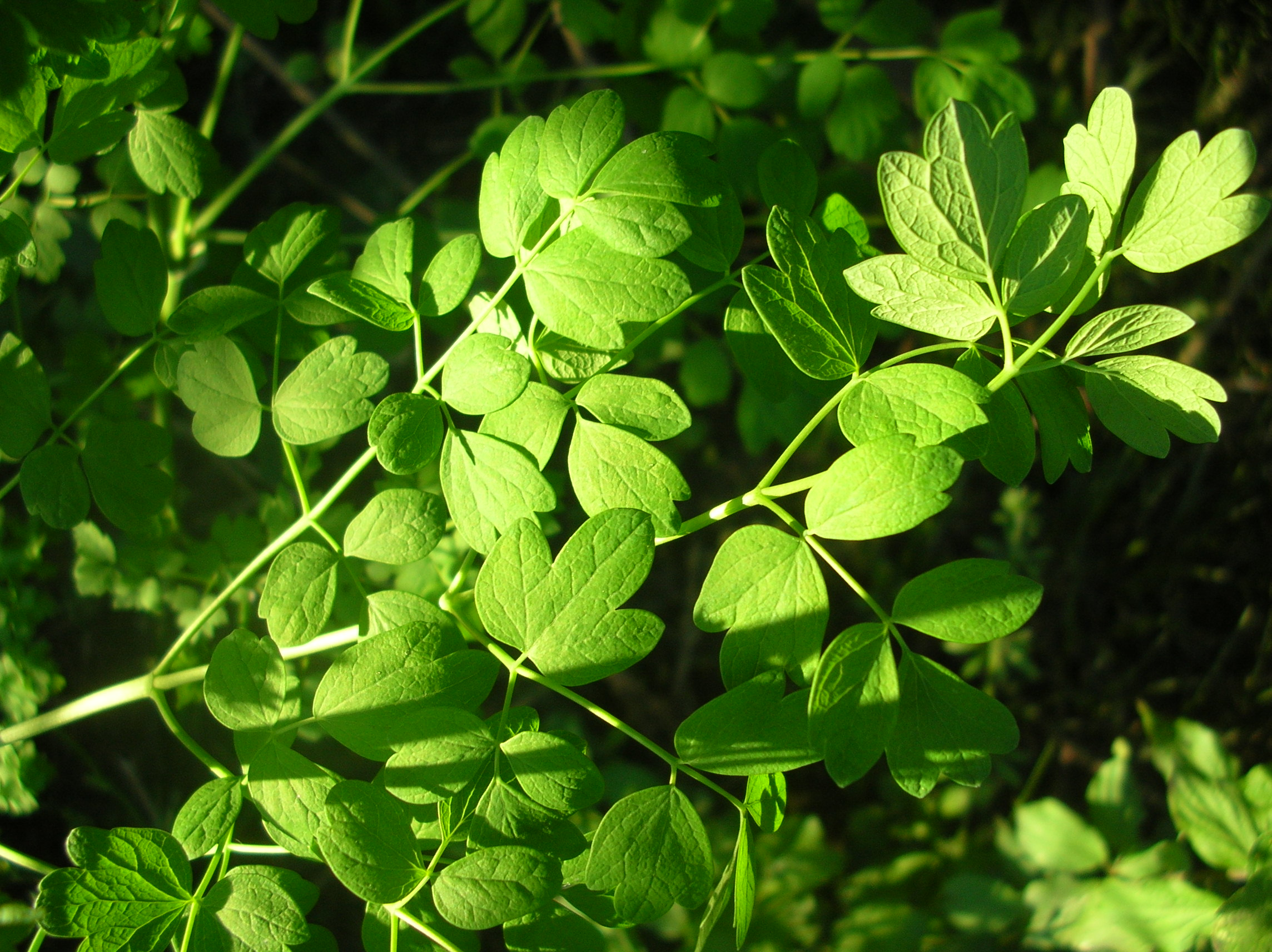
Listy